# Santong (Terara)
Santong is een bestuurslaag in het regentschap Oost-Lombok van de provincie West-Nusa Tenggara, Indonesië. Santong telt 8903 inwoners (volkstelling 2010).